# Jennifer namidaishi no koi
Jennifer namidaishi no koi (ジェニファ 涙石の恋?) è un film giapponese del 2004.

## Trama
In un remoto paese di campagna arriva una misteriosa ragazza: nessuno sa niente di lei, a parte il fatto che si chiama Jennifer e che non conosce neanche una parola di giapponese. La ragazza inizia a interessarsi di Takashi, un ragazzo emarginato dagli altri abitanti del posto perché considerato un poco di buono.

## Distribuzione
La pellicola ha goduto di una distribuzione a livello nazionale a partire dal 5 giugno 2004.